# Liste der Bodendenkmäler in Ramsthal
Auf dieser Seite sind die Bodendenkmäler in der unterfränkischen Gemeinde Ramsthal zusammengestellt. Diese Tabelle ist eine Teilliste der Liste der Bodendenkmäler in Bayern. Grundlage ist die Bayerische Denkmalliste, die auf Basis des Bayerischen Denkmalschutzgesetzes vom 1. Oktober 1973 erstmals erstellt wurde und seither durch das Bayerische Landesamt für Denkmalpflege geführt wird. Die folgenden Angaben ersetzen nicht die rechtsverbindliche Auskunft der Denkmalschutzbehörde.

## Bodendenkmäler der Gemeinde Ramsthal

### Bodendenkmäler in der Gemarkung Kützberg
| Lage                | Objekt                                | Akten-Nr.     | Bild |
| ------------------- | ------------------------------------- | ------------- | ---- |
| Kützberg (Standort) | Mittelalterliche Wüstung Altenfelden. | D-6-5826-0047 |      |

### Bodendenkmäler in der Gemarkung Ramsthal
| Lage                | Objekt | Akten-Nr.     | Bild |
| ------------------- | --- | ------------- | ---- |
| Ramsthal (Standort) | Siedlung der Hallstattzeit und vermutlich des Neolithikums. | D-6-5826-0044 |      |
| Ramsthal (Standort) | Fundamente mittelalterlicher und frühneuzeitlicher Vorgängerbauten der Katholischen Kirche St. Vitus in Ramsthal sowie Körpergräber des Mittelalters und der frühen Neuzeit. Siehe auch: St. Vitus (Ramsthal) | D-6-5826-0094 |      |